# Orkun Kökçü
Orkun Kökçü (* 29. prosince 2000 Haarlem) je turecký profesionální fotbalista, který hraje na pozici středního záložníka za portugalský klub Benfica Lisabon. Narodil se v Nizozemsku a reprezentuje turecký národní tým.

## Klubová kariéra
Dne 17. září 2018 debutoval v týmu Feyenoord ve věku 17 let v zápase nizozemského poháru proti VV Gemert. Kökçü vstřelil jeden gól a Feyenoord zvítězil 4:0. V Eredivisii debutoval 9. prosince 2018 v zápase proti týmu FC Emmen. Na hřiště se dostal před koncem prvního poločasu a přispěl gólem a asistencí k výhře Feyenoordu nad Emmenem 4:1. Po odchodu kapitána Jense Toornstra se 2. září 2022 stal Kökçü kapitánem týmu. Následně jako kapitán vyhrál s Feyenoordem ročník Eredivisie 2022/23.
Dne 10. června 2023 přestoupil do portugalského klubu Benfica Lisabon za 25 milionů eur.

## Reprezentační kariéra
Kökçü nastupoval za mládežnické nizozemské reprezentace U18 a U19. V červenci 2019 oznámil, že bude nově reprezentovat Turecko. Nastupoval také za mládežnickou tureckou reprezentaci U21.
Svého debutu v A-týmu se dočkal 6. září 2020 v zápase Ligy Národů proti Srbsku. Gól ani asistenci v zápase nezaznamenal a zápas dopadl remízou 0:0.

## Osobní život
Orkun Kökçü se narodil v Nizozemsku s tureckými a ázerbájdžánskými kořeny. Jeho starší bratr Ozan Kökçü je taktéž fotbalista.

## Statistiky

### Klubové
K 28. května 2023
| Klub            | Sezóna          | Liga            | Liga   | Liga | Národní pohár | Národní pohár | Evropské poháry | Evropské poháry | Ostatní | Ostatní | Celkem | Celkem |
| Klub            | Sezóna          | Liga            | Zápasy | Góly | Zápasy        | Góly          | Zápasy          | Góly            | Zápasy  | Góly    | Zápasy | Góly   |
| --------------- | --------------- | --------------- | ------ | ---- | ------------- | ------------- | --------------- | --------------- | ------- | ------- | ------ | ------ |
| Feyenoord       | 2018–19         | Eredivisie      | 11     | 3    | 1             | 1             | 0               | 0               | —       | —       | 12     | 4      |
| Feyenoord       | 2019–20         | Eredivisie      | 22     | 2    | 4             | 0             | 9               | 1               | —       | —       | 35     | 3      |
| Feyenoord       | 2020–21         | Eredivisie      | 22     | 3    | 1             | 0             | 6               | 1               | 2       | 0       | 31     | 4      |
| Feyenoord       | 2021–22         | Eredivisie      | 32     | 7    | 1             | 0             | 18              | 2               | —       | —       | 51     | 9      |
| Feyenoord       | 2022–23         | Eredivisie      | 32     | 8    | 4             | 1             | 10              | 3               | —       | —       | 46     | 12     |
| Feyenoord       | Celkem          | Celkem          | 119    | 23   | 11            | 2             | 43              | 7               | 2       | 0       | 175    | 32     |
| Benfica Lisabon | 2023–24         | Primeira Liga   | 0      | 0    | 0             | 0             | 0               | 0               | 0       | 0       | 0      | 0      |
| Benfica Lisabon | Celkem          | Celkem          | 0      | 0    | 0             | 0             | 0               | 0               | 0       | 0       | 0      | 0      |
| Celková kariéra | Celková kariéra | Celková kariéra | 119    | 23   | 11            | 2             | 43              | 7               | 2       | 0       | 175    | 32     |

### Reprezentační
K 19. června 2023
| Národní tým | Rok    | Zápasy | Góly |
| ----------- | ------ | ------ | ---- |
| Turecko     | 2020   | 2      | 0    |
| Turecko     | 2021   | 11     | 1    |
| Turecko     | 2022   | 5      | 0    |
| Turecko     | 2023   | 4      | 1    |
| Celkem      | Celkem | 22     | 2    |

| Gól | Datum              | Místo                                                 | Soupeř     | Skóre | Výsledek | Soutěž                                           |
| --- | ------------------ | ----------------------------------------------------- | ---------- | ----- | -------- | ------------------------------------------------ |
| 1   | 16. listopadu 2021 | Stadion Pod Goricom, Podgorica, Černá Hora            | Černá Hora | 2:1   | 2:1      | Kvalifikace na Mistrovství světa ve fotbale 2022 |
| 2   | 25. března 2023    | Stadion republiky Vazgena Sargsjana, Jerevan, Arménie | Arménie    | 1:0   | 2:1      | Kvalifikace na Euro 2024                         |

## Ocenění

### Klubové
- Eredivisie: 2022/23
- Johan Cruijff Schaal: 2018

### Individuální
- Talent měsíce Eredivisie: prosinec 2019, březen 2021
- Hráč měsíce Eredivisie: leden 2022, únor 2022, duben 2023